# Otnice
Otnice är en ort i Tjeckien.   Den ligger i regionen Södra Mähren, i den sydöstra delen av landet, 210 km sydost om huvudstaden Prag. Otnice ligger 212 meter över havet och antalet invånare är 1 411.
Terrängen runt Otnice är platt. Runt Otnice är det ganska tätbefolkat, med 90 invånare per kvadratkilometer. Närmaste större samhälle är Brno, 19,3 km nordväst om Otnice. Trakten runt Otnice består till största delen av jordbruksmark.